# SAS Braathens
SAS Braathens fou una aerolínia amb seu a Oslo (Noruega). Formava part de l'aliança Star Alliance. El 2007 fou integrada amb Scandinavian Airlines i canvià el seu nom a SAS Scandinavian Airlines Norge.